# Агнес фон Баден-Австрия
Агнес фон Баден-Австрия (на немски: Agnes von Baden-Österreich; * 1250, † 2 януари 1295, Винер Нойщат) е принцеса от Маркграфство Баден, херцогиня от Австрия и Щирия и чрез женитба херцогиня на Каринтия и графиня на Хоенбург.

## Живот
Тя е дъщеря на маркграф Херман VI фон Баден и Гертруда Бабенберг.
През 1263 г. Агнес се омъжва на 14 години за Улрих III (ок. 1220, † 27 октомври 1269), херцог на Каринтия от род Спанхайми. Тя е втората му съпруга. Бракът е бездетен.
Нейният брат Фридрих I през 1268 г. е обезглавен в Неапол чрез Отокар II от Бохемия. През 1269 г. Отокар изгонва и нейната майка Гертруда в Майсен, където умира през 1288 г. Улрих III умира през 1269 г.
Агнес е омъжена („in depressionem generis“, за да унижи Дом Бабенберг) през 1270/1271 г. за граф Улрих II фон Хоенбург († 1308). Двамата имат обаче щастлив брак и шест деца. Тя подкрепя съпруга си при неговото въстание против новите каринтийски владетели и против херцог Албрехт и го последва в неговото заточение във Винер Нойщат, където умира на 44 години през 1295 г. Тя е погребана при виенските Минорити. След две години затвор нейният съпруг Улрих може да се върне в Каринтия.

## Деца
Агнес има с Улрих фон Хоенбург децата:
- Катарина († ок. 1316), омъжена пр. 21 август 1302 г. за Улрих II фон Цили († сл. 1308); родители на графовете на Цили
- Фридрих († 1317), женен за Аделхайд фон Ауфенщайн († 1317)
- Херман († 28 юни 1322, убит в битка), изчезване на Хоенбургите по мъжка линия, женен на 21 август 1302 г. за графиня Елизабет фон Горц († сл. 1338)
- Маргарета († сл. 8 декември 1306), омъжена I. пр. 1286 г. фрайхер Лиутолд фон Санек († ок. 1286), II. между 22 март и 2 май 1288 г. граф Улрих IV фон Пфанберг († сл. 1318)
- Елизабет († 29 ноември 1329), омъжена I. пр. 1278 г. граф Херман фон Пфанберг († сл. 1286), II. пр. 12 декември 1300 г. граф Хайнрих фон Хоенлое († 1329)
- дъщеря, омъжена за Конрад фон Риксинген († 1297)